# Volkswagen EcoRacer
Volkswagen Eco Racer es un Prototipo de automóvil desarrollado por la fábrica automotriz Volkswagen. 
Posee un motor TDI 1.5 de 136 CV. El automóvil posee una carrocería de fibra de carbono y pesa 850 kg. Supera los 230 km/h. El consumo es de 33 kilómetros por litro. Posee algunos elementos de automóviles en serie, como el eje trasero del Volkswagen Golf o el control de estabilidad del Volkswagen Passat.